# Thelaxes dryophila
Thelaxes dryophila är en insektsart som först beskrevs av Franz Paula von Schrank 1801. Enligt Catalogue of Life ingår Thelaxes dryophila i släktet Thelaxes och familjen långrörsbladlöss, men enligt Dyntaxa är tillhörigheten istället släktet Thelaxes och familjen gömbenbladlöss. Arten är reproducerande i Sverige. Inga underarter finns listade i Catalogue of Life.